# Syncarpia hillii
Syncarpia hillii är en myrtenväxtart som beskrevs av Frederick Manson Bailey. Syncarpia hillii ingår i släktet Syncarpia och familjen myrtenväxter. Inga underarter finns listade i Catalogue of Life.